# Torneo de Marruecos
El Torneo de Marruecos, oficialmente llamado Grand Prix Son Altesse Royale La Princesse Lalla Meryem, es un torneo de tenis femenino que desde 2016 se lleva a cabo en Rabat, Marruecos, aunque anteriormente se realizó en Casablanca (2001-2004), en Rabat (2005 y 2006), en Fez (2007-2012) y en Marrakech (2013-2015). Este evento pertenece a la categoría WTA 250 y se juega en canchas de tierra batida al aire libre.

## Campeonas

### Individual
| 2001      | Zsófia Gubacsi                                     | Maria Elena Camerin                                | 1-6, 6-3, 7-6(5)                                   |                                                    |                                                    |
| 2002      | Patricia Wartusch                                  | Klára Koukalová                                    | 5-7, 6-3, 6-3                                      |                                                    |                                                    |
| 2003      | Rita Grande                                        | Antonella Serra Zanetti                            | 6-2, 4-6, 6-1                                      |                                                    |                                                    |
| 2004      | Emilie Loit                                        | Liudmila Cervanová                                 | 6-2, 6-2                                           |                                                    |                                                    |
| Rabat     |                                                    |                                                    |                                                    |                                                    |                                                    |
| 2005      | Nuria Llagostera                                   | Jie Zheng                                          | 6-4, 6-2                                           |                                                    |                                                    |
| 2006      | Meghann Shaughnessy                                | Martina Suchá                                      | 6-2, 3-6, 6-3                                      |                                                    |                                                    |
| Fes       |                                                    |                                                    |                                                    |                                                    |                                                    |
| 2007      | Milagros Sequera                                   | Aleksandra Wozniak                                 | 6-1, 6-3                                           |                                                    |                                                    |
| 2008      | Gisela Dulko                                       | Anabel Medina                                      | 7-6(2), 7-6(5)                                     |                                                    |                                                    |
| 2009      | Anabel Medina                                      | Yekaterina Makarova                                | 6-0, 6-1                                           |                                                    |                                                    |
| 2010      | Iveta Benešová                                     | Simona Halep                                       | 6-4, 6-2                                           |                                                    |                                                    |
| 2011      | Alberta Brianti                                    | Simona Halep                                       | 6-4, 6-3                                           |                                                    |                                                    |
| 2012      | Kiki Bertens                                       | Laura Pous                                         | 7-5, 6-0                                           |                                                    |                                                    |
| Marrakech |                                                    |                                                    |                                                    |                                                    |                                                    |
| 2013      | Francesca Schiavone                                | Lourdes Domínguez                                  | 6-1, 6-3                                           |                                                    |                                                    |
| 2014      | María Teresa Torró                                 | Romina Oprandi                                     | 6-3, 3-6, 6-3                                      |                                                    |                                                    |
| 2015      | Elina Svitólina                                    | Tímea Babos                                        | 7-5, 7-6(3)                                        |                                                    |                                                    |
| Rabat     |                                                    |                                                    |                                                    |                                                    |                                                    |
| 2016      | Timea Bacsinszky                                   | Marina Erakovic                                    | 6-2, 6-1                                           |                                                    |                                                    |
| 2017      | Anastasiya Pavliuchenkova                          | Francesca Schiavone                                | 7-5, 7-5                                           |                                                    |                                                    |
| 2018      | Elise Mertens                                      | Ajla Tomljanović                                   | 6-2, 7-6(4)                                        |                                                    |                                                    |
| 2019      | María Sákkari                                      | Johanna Konta                                      | 2-6, 6-4, 6-1                                      |                                                    |                                                    |
| 2020      | Torneo cancelado debido a la Pandemia de COVID-19. | Torneo cancelado debido a la Pandemia de COVID-19. | Torneo cancelado debido a la Pandemia de COVID-19. | Torneo cancelado debido a la Pandemia de COVID-19. | Torneo cancelado debido a la Pandemia de COVID-19. |
| 2021      | Torneo cancelado debido a la Pandemia de COVID-19. | Torneo cancelado debido a la Pandemia de COVID-19. | Torneo cancelado debido a la Pandemia de COVID-19. | Torneo cancelado debido a la Pandemia de COVID-19. | Torneo cancelado debido a la Pandemia de COVID-19. |
| 2022      | Martina Trevisan                                   | Claire Liu                                         | 6-2, 6-1                                           |                                                    |                                                    |
| 2023      | Lucia Bronzetti                                    | Julia Grabher                                      | 6-4, 5-7, 7-5                                      |                                                    |                                                    |
| 2024      | Peyton Stearns                                     | Mayar Sherif                                       | 6-2, 6-1                                           |                                                    |                                                    |

### Dobles
| 2001      | Åsa Svensson Lubomira Bacheva                      | María Emilia Salerni María José Martínez           | 6-3, 6-7(4), 6-1                                   |                                                    |                                                    |
| 2002      | Patricia Wartusch Petra Mandula                    | Gisela Dulko Conchita Martínez Granados            | 6-2, 6-1                                           |                                                    |                                                    |
| 2003      | María Emilia Salerni Gisela Dulko                  | Olena Tatarkova Henrieta Nagyová                   | 6-3, 6-4                                           |                                                    |                                                    |
| 2004      | Marion Bartoli Émilie Loit                         | Katarina Srebotnik Els Callens                     | 6-4, 6-2                                           |                                                    |                                                    |
| Rabat     |                                                    |                                                    |                                                    |                                                    |                                                    |
| 2005      | Émilie Loit Barbora Strýcová                       | Lourdes Domínguez Nuria Llagostera                 | 3-6, 7-6(5), 7-5                                   |                                                    |                                                    |
| 2006      | Zi Yan Jie Zheng                                   | Ashley Harkleroad Bethanie Mattek                  | 6-1, 6-3                                           |                                                    |                                                    |
| Fes       |                                                    |                                                    |                                                    |                                                    |                                                    |
| 2007      | Vania King Sania Mirza                             | Andreea Ehritt-Vanc Anastasia Rodionova            | 6-1, 6-2                                           |                                                    |                                                    |
| 2008      | Sorana Cirstea Anastasiya Pavliuchenkova           | Alisa Kleybanova Yekaterina Makarova               | 6-2, 6-2                                           |                                                    |                                                    |
| 2009      | Alisa Kleybanova Yekaterina Makarova               | Sorana Cirstea María Kirilenko                     | 6-3, 2-6, 10-8                                     |                                                    |                                                    |
| 2010      | Iveta Benešová Anabel Medina                       | Lucie Hradecká Renata Voráčová                     | 6-3, 6-1                                           |                                                    |                                                    |
| 2011      | Andrea Hlaváčková Renata Voráčová                  | Nina Bratchikova Sandra Klemenschits               | 6-3, 6-4                                           |                                                    |                                                    |
| 2012      | Petra Cetkovská Alexandra Panova                   | Irina-Camelia Begu Alexandra Cadantu               | 3-6, 7-6(5), 11-9                                  |                                                    |                                                    |
| Marrakech |                                                    |                                                    |                                                    |                                                    |                                                    |
| 2013      | Tímea Babos Mandy Minella                          | Petra Martić Kristina Mladenovic                   | 6-3, 6-1                                           |                                                    |                                                    |
| 2014      | Garbiñe Muguruza Romina Oprandi                    | Katarzyna Piter Maryna Zanevska                    | 4-6, 6-2, [11-9]                                   |                                                    |                                                    |
| 2015      | Tímea Babos Kristina Mladenovic                    | Laura Siegemund Maryna Zanevska                    | 6-1, 7-6(5)                                        |                                                    |                                                    |
| Rabat     |                                                    |                                                    |                                                    |                                                    |                                                    |
| 2016      | Xenia Knoll Aleksandra Krunić                      | Tatjana Maria Ioana Raluca Olaru                   | 6-3, 6-0                                           |                                                    |                                                    |
| 2017      | Tímea Babos Andrea Hlaváčková                      | Nina Stojanović Maryna Zanevska                    | 2-6, 6-3, [10-5]                                   |                                                    |                                                    |
| 2018      | Anna Blinkova Ioana Raluca Olaru                   | Georgina García Pérez Fanny Stollár                | 6-4, 6-4                                           |                                                    |                                                    |
| 2019      | María José Martínez Sara Sorribes                  | Georgina García Pérez Oksana Kalashnikova          | 7-5, 6-1                                           |                                                    |                                                    |
| 2020      | Torneo cancelado debido a la Pandemia de COVID-19. | Torneo cancelado debido a la Pandemia de COVID-19. | Torneo cancelado debido a la Pandemia de COVID-19. | Torneo cancelado debido a la Pandemia de COVID-19. | Torneo cancelado debido a la Pandemia de COVID-19. |
| 2021      | Torneo cancelado debido a la Pandemia de COVID-19. | Torneo cancelado debido a la Pandemia de COVID-19. | Torneo cancelado debido a la Pandemia de COVID-19. | Torneo cancelado debido a la Pandemia de COVID-19. | Torneo cancelado debido a la Pandemia de COVID-19. |
| 2022      | Eri Hozumi Makoto Ninomiya                         | Monica Niculescu Alexandra Panova                  | 6-7(7), 6-3, [10-8]                                |                                                    |                                                    |
| 2023      | Sabrina Santamaria Yana Sizikova                   | Lidziya Marozava Ingrid Gamarra Martins            | 3-6, 6-1, [10-8]                                   |                                                    |                                                    |
| 2024      | Irina Khromacheva Yana Sizikova                    | Anna Danilina Xu Yifan                             | 6-3, 6-2                                           |                                                    |                                                    |